# Nowoje Zacharowo
Nowoje Zacharowo (ros. Новое Захарово) – wieś w Rosji, w rejonie czerepowieckim obwodu wołogodzkiego. W 2010 liczyła 2 mieszkańców.